# Ivan Ilić
Ivan Ilić (em sérvio Иван Илић) é um pianista americano que é originário da Sérvia, atualmente o pianista tem sua residência principal em Paris.

## Biografia
Ivan Ilić nasceu no dia 14 de agosto de 1978, aos 17 anos ingressou na Universidade da Califórnia em Berkeley para estudar matemática e piano. Estudou nesta mesma instituição, direção de orquestra e improvisação com o professor Steve Coleman. Ivan Ilić também estudou no Conservatório de São Francisco com o professor Robert Helps, até o seu falecimento em 2001.
Em agosto de 2001, o pianista se instala definitivamente em Paris para estudar no Conservatoire de Paris e também na École Normale de Musique de Paris, seus principais professores foram Christian Ivaldi, François-René Duchâble e Jacques Rouvier. 
Ivan Ilić leva uma brilhante carreira no Reino Unido, onde é convidado para mais de 50 concertos por ano. Ilić aborda essencialmente o repertório solista, que é dividido em duas atividades, concertos com orquestras e recitais. Ilić realiza alguns programas de música de câmara, sobretudo em companhia do pianista Noël Lee, abordando o essencial do repertório a 4 mãos. 
Ivan Ilić realiza seu primeiro recital no Carnegie Hall em junho de 2008 e no Wigmore Hall em Londres em junho de 2009.
O pianista gravou obras de Bach, Haendel, Haydn, Beethoven, Chopin, Schumann, Liszt, Brahms, Debussy, Ravel e Lucien Durosoir. Sua gravação da integral dos Prelúdios de Debussy para o selo discográfico Paraty foi recompensado pelo prêmio Mezzo M, do canal especializado em música clássica Mezzo. Foi igualmente escolhido entre os cinco melhores discos do ano pelos exigentes críticos da revista americana Fanfare. Este mesmo disco recebeu o Top 5 do site especializado classiquenews.com.
O próximo disco do artista será dedicado aos estudos de Leopold Godowsky.
Em 2010, Ivan Ilić, participou de um filme de curta metragem (Les Mains de Luc Plissonneau). Em 2011 ele participou de um novo curta metragem, desta vez encarnando o personagem de Glenn Gould ao lado de Lou Castel. 
Recentemente, o pianista decidiu colocar suas gravações ao serviço da International Music Score Library Project, com o objetivo de contribuir para a Cultura Livre.

## Discografia
- Ivan Ilić, pianiste - oeuvres de Brahms, Beethoven et Chopin, Mairie de Paris
- Elegance and Refinement - Baroque Suites, French Sweets, Magnatune[11]
- Fugitive Visions - Piano Masterworks by Chopin and Liszt, Magnatune
- Romantic - Powerful Miniatures by Schumann and Brahms, Magnatune
- Vitality and Virtuosity - Sonatas by Haydn and Beethoven, Magnatune
- Transcendental - Transcriptions by Brahms and Godowsky, Magnatune
- Debussy - Préludes pour piano, Livres 1 et 2, Paraty[5]
- Godowsky - Hommage à Chopin: 22 Etudes pour la main gauche, Paraty